# Mvondo
Pour les articles homonymes, voir Mvondo (homonymie).
Mvondo est un village du Cameroun situé dans la région du Sud et le département de l'Océan. Il fait partie de la commune de Bipindi et se trouve à 32 km de Bipindi sur la route qui lie Bipindi à Kpwa Nkoutou.

## Population
En 1966, la population était de 157 habitants. Lors du recensement de 2005, le village comptait 316 habitants dont 164 hommes et 152 femmes, principalement de Ewondos.